# تپه گنبد پیری
تپه گنبد پیری مربوط به هزاره اول قبل از میلاد است و در شهرستان بیجار، بخش چنگ الماس، روستای فتاح آباد واقع شده و این اثر در تاریخ ۱۰ دی ۱۳۸۱ با شمارهٔ ثبت ۶۸۱۰ به‌عنوان یکی از آثار ملی ایران به ثبت رسیده است.